# 아시아태평양지역농촌종합개발센터
아시아태평양지역농촌종합개발센터(CIRDAP : Centre on Integrated Rural Development for Asia and the Pacific)는 회원국 관련 기관망을 통해서 종합농촌개발에 관한 지역협력을 증진하며 기술지원 제공, 경험과 의견 교환 촉진, 합동 및 협력활동 권장으로 국가적 행동을 지원하기 위하여 1979년 설립된 국제기구이다. 사무국은 방글라데시 다카에 있다.

## 설립 배경
1977년 9월 유엔식량농업기구 사무총장 주재로 아시아지역 FAO상주 대표회의가 방글라데시에 동기구를 설치하기로 결정하였으며, 그 후 1979년 6월 회원국인 7개국의 정부 비준으로 기구가 발족되었다.

## 회원국
1979년 방글라데시, 인도, 인도네시아, 파키스탄, 필리핀, 베트남 등 6개국으로 발족하였다. 그 후 아프가니스탄, 이란, 라오스, 말레이시아, 미얀마, 네팔, 스리랑카, 태국, 피지가 가입하여 총 15개 국가가 가입하였다. 대한민국은 비회원국이다.

## 한국과의 관계
동 기구에서는 농촌개발 분야에서 경험이 많은 대한민국이 개도국간 기술협력 정신에 입각하여 회원국으로 가입하여 줄 것을 강력히 요청하고 있다. 대한민국은 동 기구의 설립 취지에 호응해 왔고, 동 기구 설립을 위한 각종 협의 참여 등 기구 설립에 지지한 바 있다.